# (12087) Tiffanylin
(12087) Tiffanylin (1998 HB30) – planetoida z pasa głównego asteroid okrążająca Słońce w ciągu 3,29 lat w średniej odległości 2,21 j.a. Odkryta 20 kwietnia 1998 roku.